# 天狗高原
天狗高原（てんぐこうげん）は、高知県高岡郡津野町にある標高1000～1400メートルの高原である。

## 概要
大野ヶ原から鳥形山まで東西25kmに及ぶ四国カルストの東部に位置し、西側はカレンやドリーネをちりばめた高原であるのに対し、東側は原生林を残し深山の様相を呈している。地元高知県では雲海や星空の名所として、「天空の爽回廊」と呼びPRしている。また、周りに明かりの無い標高約1300mから眺める満天の星空は四国八十八景33番に選ばれている。

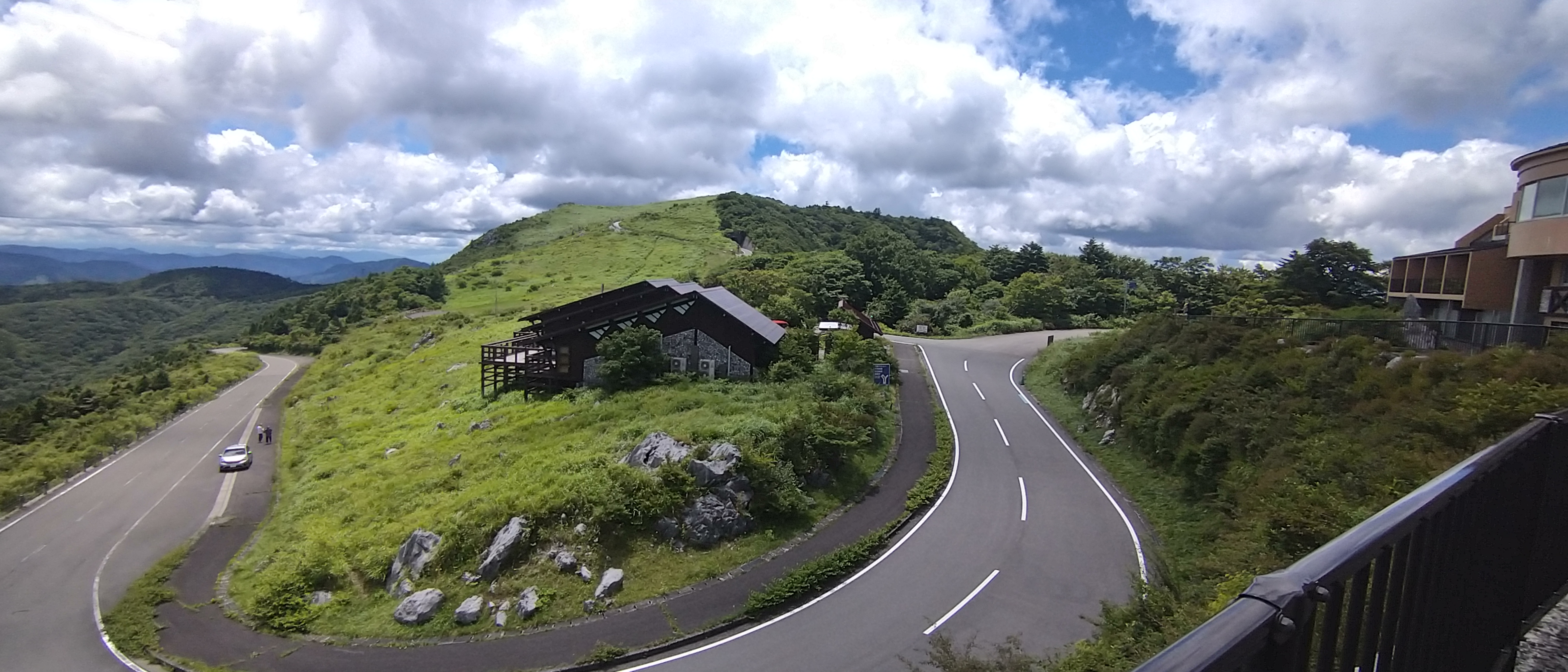
四国カルスト　天狗高原